# 115萬公里的底片
〈115万キロのフィルム〉是日本樂隊Official髭男dism的一首歌曲。該歌曲於2018年3月16日數位預先發行，隨後收錄於同年4月11日發行首張完整專輯《エスカパレード》。

## 概要
這首歌的創作背景是：「我的同學和同齡朋友中越來越多的人結婚，我想知道以這種方式捕捉這個年齡段的人會是什麼樣子？這首歌描繪了我當時的想法 ，將它比作一部電影。」
本歌曲先作詞，採用降E大調製作，每分鐘97拍。這首歌被樂隊描述為希望盡可能不要忘記與我們關心的人一起生活的時光，同時分享任何輕微的焦慮和幸福的願望。
2019年4月5日發布了LIVE影片。 該影片是在「HIGEDAN acoustic one-man live 2018 -Autumn-」東京演唱會上錄製的，並作為〈Pretender〉單曲初回限定版的特典收錄。值得一提的是，此歌曲沒有MV。
2020年6月，在這首歌發布兩年多之後，電影《思い、思われ、ふり、ふられ》決定將這首歌作為主題曲。
這首歌是日本近年來最常拿來使用於結婚典禮時的歌曲之一。
歌名由來
歌名〈115万キロのフィルム〉是指播放大約80年的電影所需的底片長度。另外，前一張專輯《レポート》的最後一首歌是〈Trailer〉=電影預告片，而本專輯《エスカパレード》的第一首歌曲是〈115萬キロのフィルム〉=主線故事。

## 圖表表現
2019年間，串流媒體播放次數不斷增加，11月25日在 Billboard Japan Streaming Songs中排名第6，達到最高位。 在這之前和之後的65周裡，該歌曲一直排在前20位。在Hot 100排行榜上，這首歌的最高排名是2020年3月23日的第11位，在這兩個榜單上的排名均超過了200週。2023年6月14日，串流媒體播放次數突破5億次播放，截至2023年12月，它是Billboard JAPAN播放次數最多的歌曲之一，排名第16位。
2024年1月18日，Spotify發布這首歌在全世界的串流媒體播放次數達成2億。
2024年6月19日，這首歌在Billboard JAPAN的串流媒體播放次數超過6億。

### 註解
1. ↑  實際上，1,150,000公里的電影可以播放79.7054年，比日本人的平均壽命84.21年（2018年）短了約四年半。

### 來源
1. ↑  . Billboard JAPAN. 2020-03-23  [2020-11-10]. （原始内容存档于2023-08-07） （日语）.
2. ↑  . ORICON NEWS. 2020-10-22  [2020-11-10]. （原始内容存档于2023-01-30） （日语）.
3. ↑  . Billboard JAPAN. 2019  [2022-11-25]. （原始内容存档于2022-10-18） （日语）.
4. ↑  . Billboard JAPAN. 2020  [2022-11-25]. （原始内容存档于2022-12-16） （日语）.
5. ↑  . Billboard JAPAN. 2021  [2022-11-25]. （原始内容存档于2021-12-10） （日语）.
6. ↑  . Billboard JAPAN. 2022  [2022-12-09]. （原始内容存档于2022-12-27） （日语）.
7. ↑  . Billboard JAPAN.   [2024-07-08]. （原始内容存档于2024-09-21） （日语）.
8. ↑  . Billboard JAPAN.   [2023-12-28]. （原始内容存档于2023-12-07） （日语）.
9. ↑  . Billboard JAPAN.   [2024-06-23]. （原始内容存档于2024-06-23） （日语）.
10. ↑  . BARKS. 2018-04-25  [2024-02-04]. （原始内容存档于2024-01-20） （日语）.
11. ↑  . crunchyroll. 2020-06-17  [2024-07-08]. （原始内容存档于2024-07-08） （英语）.
12. ↑  Inc, Natasha. . 音楽ナタリー.   [2024-02-04]. （原始内容存档于2023-01-30） （日语）.
13. 1 2  . Billboard JAPAN.   [2024-06-23]. （原始内容存档于2024-06-19） （日语）.
14. ↑  . Billboard JAPAN.   [2024-02-04]. （原始内容存档于2024-01-19） （日语）.
15. ↑  . Billboard JAPAN.   [2024-02-04]. （原始内容存档于2024-02-06） （日语）.
16. ↑  . X. 2024-01-18 （日语）.